# Aleksej Djumin
Aleksej Genadjevič Djumin (rusko Алексей Геннадьевич Дюмин), ruski politik in častnik, * 28. avgust 1972.
Od leta 2016 je guverner Tulske oblasti. Pred tem je bil vodja varnosti in pomočnik predsednika Vladimirja Putina, nato pa napredoval na čelo Sil za posebne operacije ruskih oboroženih sil, kjer je nadziral priključitev Krima leta 2014. Naslednje leto je postal namestnik Ministra za obrambo Ruske federacije. Ima čin generalpodpolkovnika in je prejemnik reda Heroja Ruske federacije.

## Življenje in kariera
Aleksej Djumin se je rodil 28. avgusta 1972 v Kursk. Njegov oče, Genadij Vasiljevič Djumin, je vojaški zdravnik in general. vodi 4. Oddelek Glavnega vojaškega zdravstvenega oddelka Ministrstva za obrambo. Kot otrok je družina ob premestitvah očeta živela v Kalugi in Voronežu. Njegova mati je delala kot učiteljica. Njegov mlajši brat Artjom je poslovnež, vodi JSC TPK »Prodmarket« in pa LLC »Turbo«.
Aleksej Djumin je leta 1994 diplomiral na Voronješki višji vojaški inženirski šoli za radijsko elektroniko. Šola je bila del Moskovskega Vojaškega Okrožja, ukvarjala se je z obrambo pred izvidniškimi prizadevanji nasprotnika.
Leta 1995 je služil v ruski Zvezni Varnostni Službi, zatem v Zvezni zaščitni službi. Leta 2007 je Aleksej Djumin postal vodja varnosti za Predsednika vlade Viktorja Zubkova.
Leta 2012 je Djumin postal namestnik vodje Varnostne službe predsednika.
Leta 2014 je Djumin prišel na mesto namestnika vodje GRU, Ruskih sil za posebne operacije, ki je imel ključno vlogo pri Ruski aneksiji Krima.  Kot je poročal časopis  "Kommersant", je Dumin poskrbel za evakuacijo Ukrajinskega predsednika Viktorja Janukoviča 23. februarja 2014. Djumin je osebno zavrnil kakršenkoli komentar in vse špekulacije označil za "mite".

Od leta 2015 dalje je Djumin vodja kabineta Ruskih kopenskih Sil in prvi namestnik poveljnika ruskih kopenskih sil. 11. decembra 2015 je bil Djumin povišan v Generalpodpolkovnika. 24. decembra 2015 je bil z ukazom predsednika Vladimirja Putina generalpodpolkovnik Aleksej Djumin imenovan za namestnika ruskega ministra za obrambo Sergeja Šojguja.
Po lastnih besedah naj bi Djumin nekoč rešil Putina pred napadom medveda.
Aprila 2018 so ZDA uvedle sankcije proti njemu in 23 drugim ruskim državljanom.

## Guverner Tulske oblasti (2016-danes)

### Volitve
2. februarja 2016 je predsednik Vladimir Putin imenoval Alekseja Djumina za vršilca dolžnosti Guvernerja Tulske oblasti. Nasledil je Vladimirja Gruzdeva, ki je delovno mesto zapustil na lastno željo. Djumin je 4.februarja 2016 prevzel dolžnostiguvernerja Tulske oblasti. Za iujmina je bimenovanjepbilo pričakovano
9 .februarja 2016 je Djumin objavil kandituro za mesto gubernatorja na volitvah 18. Septembra 2016. Odločil se je, da bo kandidiral za guvernerja kot neodvisni kandidat, vendar sta ga podprli Združena Rusija in Liberalno Demokratska Stranka. Dejansko je Tulska Oblast leta 2016 bila edina regija, kjer Združena Rusija ni imela primarnih volitev za kandidate za mesto za guvernerja.
Djumin je na volitvah zmagal s 84,17 % glasov.
Aleksej Djumin jemesto guvernerja prevzel 22. Septembra 2016.

### Guvernerstvo
Guverner Djumin je 29. novembra 2017 na III kongresu zaposlenih pri železnicah  napovedal prihajajočo gradnjo hitre železnice Moskva — Tula kot del obetavne hitre železniške linije »jug« (Moskva — Rostov na Donu — Adler). Po Djuminu se je ob sodelovanju Ruskih železnic, vseh zainteresiranih strank, Predsednika in predsednika vlade, pričelo s pripravami leta 2017. Čas potovanja za 194 km med Moskvo in Tulo se bo ob zaključku del s sedanjih dveh ur zmanjšal na 55 minut.
Leta 2018 so Alekseja Djumina uvrstili med 10 najmočnejših guvernerjev v Rusiji; zasedel je 6. mesto.

## Osebno življenje

### Družina
Aleksej Djumin je poročen, žena Olga se je rodila 8.januarja 1977 v Moskvi. Imata sina Nikito.

### Hobiji
Aleksej Djumin igra amaterski hokej, praviloma kot vratar. V vlogi svetovalca je član vodstva hokejskega kluba SKA Sankt Petersburg. 2011 je z Romanom Rotenbergom in Genadijem Timčenkom igral v dobrodelni prijateljski hokejski tekmi z ekipo SKA Legends. 7. oktobra 2015 je Djumin sodeloval na tekmi Nočne hokejske lige v Sočiju v čast rojstnemu dnevu ruskega predsednika Vladimirja Putina.